# Istota szara

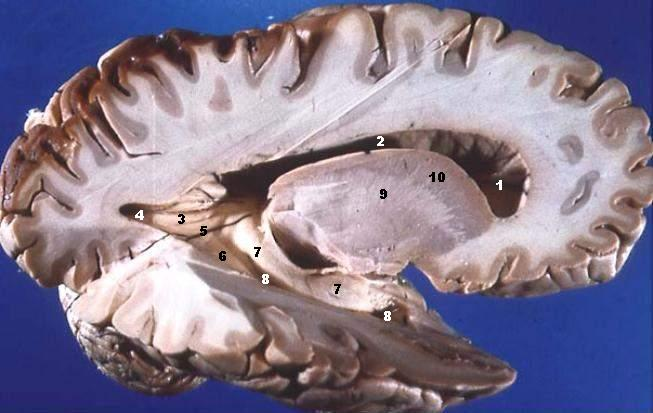
Obraz ludzkiego mózgu w przekroju bocznym, widoczna granica między istotą szarą i białą.

Mózgowie człowieka w przekroju czołowym. Istotę szarą w mózgu stanowi leżąca przy powierzchni kora mózgu oraz leżące w głębi mózgu jądra.

Przekrój poprzeczny przez rdzeń kręgowy. Istota szara leży wewnątrz rdzenia i tworzy tzw. rogi przednie i tylne.

Istota szara, substancja szara (łac. substantia grisea) – skupisko ciał komórek nerwowych, wspólnie z istotą białą budujące ośrodkowy układ nerwowy. 
Między innymi z uwagi na obecność ciałek Nissla (tigroidu), przybiera na przekroju nieutrwalonego preparatu barwę szaroróżową.

## Występowanie

### Mózgowie
W mózgowiu istota szara znajduje się na powierzchni mózgu i móżdżku tworząc tzw. korę (łac. cortex): korę mózgu i korę móżdżku, oraz w leżących w głębi mózgowia, otoczonych istotą białą skupiskach zwanych jądrami (łac. nuclei nervosi); są to m.in. jądra wzgórza, jądra podstawy, a także jądra pnia mózgu.

### Rdzeń kręgowy
Istota szara w rdzeniu kręgowym jest położona wewnątrz istoty białej i w przekroju poprzecznym tworzy charakterystyczny kształt litery H. Jej ramiona noszą nazwę rogów przednich, tylnych oraz występujących tylko w odcinku piersiowym rogów bocznych.